# Società della Fede di Gesù
La Società della Fede di Gesù venne fondata nel 1797 per riunire i membri della disciolta Compagnia di Gesù (dichiarata estinta nel 1773): dopo la ricostituzione dell'ordine (1814) la Società cessò di esistere. I membri della congregazione erano detti padri della Fede o, dal nome del fondatore, paccanaristi.

## Storia
La Società della Fede sorse per far rivivere sotto altro nome la Compagnia di Gesù. La congregazione venne fondata, con l'approvazione del cardinale vicario Giulio Maria della Somaglia, il 15 agosto 1797 presso l'oratorio del Caravita di Roma da Niccolò Paccanari, un ex soldato originario della Valsugana.
La prima casa dei paccanaristi fu a Spoleto. Papa Pio VI promosse la loro unione con la Società dei Padri del Sacro Cuore, una compagnia fondata in Belgio nel 1794 con le stesse finalità. Paccanari condusse le trattative con il loro superiore, Joseph Varin, e il 18 aprile 1799 ad Hagenbrunn venne sancita l'unione dei due istituti: benché i padri del Sacro Cuore fossero più numerosi, la nuova congregazione prese il nome di Società della Fede di Gesù e Paccanari ne fu il superiore generale.
I paccanaristi, grazie al sostegno di Maria Anna d'Asburgo, ottennero la chiesa di San Silvestro al Quirinale, presso la quale venne stabilita la sede generalizia; la Società ebbe un notevole sviluppo specialmente in Francia, Germania e Inghilterra, grazie all'azione di Joseph Varin.
Dopo il riconoscimento dei gesuiti di Russia e la parziale ricostituzione della Compagnia a Napoli e in Inghilterra, molti paccanaristi lasciarono la Società per entrare nell'ordine. Gli ostacoli posti da Paccanari al passaggio di religiosi alla Compagnia di Gesù spinsero Varin a rompere l'unione (1804).
Intanto Paccanari, accusato di vari reati e processato dal Sant'Uffizio, venne condannato al carcere e all'interdizione dall'esercizio del ministero sacerdotale. Gli ultimi padri della Fede si unirono ai gesuiti dopo la completa restaurazione dell'ordine (1814).